# Katharina Schwabe
Katharina Schwabe (* 29. April 1993 in Bad Muskau) ist eine deutsche Volleyballspielerin.

## Karriere
Schwabe begann ihre Karriere beim sächsischen Verein TSG Kraftwerk Boxberg/Weißwasser. 2006 wurde sie dort von den Talentspähern entdeckt und für die Nachwuchsmannschaft VC Olympia Dresden verpflichtet. Sie gewann die deutsche U18- und U20-Meisterschaft sowie 2009 den Bundespokal. 2010 nahm sie mit der Junioren-Nationalmannschaft an der Europameisterschaft in Serbien teil. Deutschland erreichte den vierten Rang und Schwabe erhielt eine persönliche Auszeichnung als beste Aufschlägerin. Anschließend ging sie zum VC Olympia Berlin, mit dem sie in der Bundesliga antrat.
2011 wechselte die Außenangreiferin zum Dresdner SC. 2012 und 2013 erreichte sie mit dem Verein jeweils das Finale um die deutsche Meisterschaft. 2014, 2015 und 2016 gewann sie mit dem DSC den Titel, sowie 2016 das DVV-Pokal Finale in der Mannheimer SAP-Arena. In der Saison 2016/17 wurde sie mit dem DSC Meisterschaftsdritte. In der folgenden Saison gelangen der Pokalsieg sowie der Einzug in das Playoff-Halbfinale.
2019 wechselte Schwabe zum FC Nantes.